# هرمز (مدينة)
 مدينة هُرمُز  بالفارسي (شهر هُرمُز) مدينة صغيرة تتبع لمقاطعة قشم (بالفارسية: شهرستان قشم ) وتقع في محافظة هرمزغان في جنوب إيران.

## التاريخ
زارها ابن حوقل في القرن الرابع هجري وقال عنها:"هي فرضة البحر وموضع السوق بها جامع ورباط وبها الكثير من النخل والغالب على زرعهم الذرة". أما ياقوت الحموي فقد كتب عنها في القرن السابع هجري قائلا:«مدينة في البحر لها خور، وهي على ضفاف ذلك البحر على بر فارس وهي فرضة كرمان وسجستان وخراسان، ومن الناس من يسميها هرموز». وسميت في العصور الوسطى باسم جيرون وكانت تقع على الساحل المجاور لمدينة هرمز القديمة والتي لا تزال ترى اطلالها على بعد ستة أو سبعة أميال إلى الجنوب الغربي من حصن ميناب، وكانت هرمز القديمة متصلة ببحر الخليج بقناة صالحة لمرور السفن المختلفة. وكان يسكنها في القرن العاشر ميلادي عدد قليل من الناس وكانت تتبع لملوك كرمان الغز بدءا من القرن 11 م. وزارها أيضا ماركو بولو في القرن 7 هجري / 13 ميلادي ووصفها بقوله:"يوجد على جزيرة هرمز مدينة جميلة وكبيرة مبنية قرب الشاطئ تماما".
كانت جزر الخليج وموانئه في تلك الفترة في صراع وتنافس بينها للسيطرة على تجارة المنطقة، وكانت جزيرة كيش التي ورثت سيراف هي أقواهم وصاحبة اليد الطولى في تجارة بين الهند والخليج.

## السكان
يبلغ عدد سكان «مدينة هُرمُز» حسب تعداد السكان لعام 2006 للميلاد، (5699) نسمة، جميعهم من أهل السنة والجماعة ويتبعون المذهب الشافعي ويتكلمون البلوشية والعربية والفارسية باللهجة المحلية.